# Bradford Abbas
Bradford Abbas è un villaggio e parrocchia civile dell'Inghilterra, appartenente alla contea del Dorset.